# Salvagente (Roy Paci & Aretuska)
Salvagente è un singolo del gruppo musicale italiano Roy Paci & Aretuska, pubblicato il 20 luglio 2018.

## Descrizione
Il brano è stato realizzato con la partecipazione vocale del rapper Willie Peyote. Il testo «fa riferimento alla salvezza, quella insita in tutte le cose, la pace scevra dall'ipocrisia dei nostri giorni per diventare condivisione di intenti». Con questa canzone, Roy Paci vuole ricordare che il pregiudizio non serve assolutamente a nulla e che, forse, a volte il silenzio è un'arma da utilizzare.

## Video musicale
Il video è stato diretto da Fernando Luceri e ha visto la partecipazione speciale di Madaski.

## Tracce
1. Salvagente – 3:57